# علي أبو هلال
علي أبو هلال (ولد 1955 م) هو محامٍ فلسطيني وُلد في أبو ديس في القدس، ومحاضرٌ جامعي في القانون الدولي وعضو في اللجنة المركزية للجبهة الديمقراطية لتحرير فلسطين، والمنسِّق العام لمركز القدس للديمقراطية وحقوق الإنسان، حاصل على شهادة بكالوريوس بالقانون من جامعة القاهرة.

## حياته السياسية
اعتُقل المحامي علي أبو هلال في عامي 1974 و 1985 أثناء دراسته في المرحلة الثانوية بتهمة عضويّته في الجبهة الوطنية. وهو عضو في الجبهة الديمقراطية لتحرير فلسطين، وعضو مؤسّس لنقابة المؤسسات العامة في أبو ديس عام 1979 وأمين سرها لغاية عام 1985. كما أنّه عضو مؤسّس وأمين سر كتلة الوحدة العمالية في الضفة الغربية وقطاع غزة منذ عام 1980 إلى عام 1985، الأمر الذي أدّى إلى اعتقاله من قبل السلطات الإسرائيلية. وكان عضو في الإتحاد العام لنقابات العمال في الضفة الغربية منذ عام 1982 إلى عام 1985. اعتُقل إداريًّا عام 1985 بتهمة تنظيم خلايا وطنية. ثم أُبعِد إلى الأردن عام 1986 حيث عمل في دوائر منظمة التحرير، وعضوًا في المجلس الوطني الفلسطيني منذ عام 1989. عاد إلى فلسطين في سبتمبرعام 1991 بموجب عملية تبادل بين الجبهة الديمقراطية وإسرائيل. وهو مؤسِّس مركز الدفاع عن الحرِّيات في القدس منذ عام 1992 وكان مديرَها حتى عام 2000. كما أنه مؤسِّس ومنسِّق مركز القدس للديمقراطية وحقوق الإنسان منذ عام 2003. نشر سلسلة من المقالات عن قضايا الديمقراطية وحقوق الإنسان في الصحف المحلية.
تعرَّض المحامي علي أبو هلال للاعتقال من قِبَل قوات من حرس الحدود والمخابرات الإسرائيلية عند اقتحامها لمدرسة دار الطفل العربي في القدس خلال اجتماع لمناقشة وضع العمّال والموظّفين من حملة هوية الضّفة الغربية العاملين في المؤسسات المقدسية، بحضور عدد كبير من ممثلي المؤسسات المقدسية والفلسطينية ولجنة أولياء أمور طلاب مدرسة دار الطفل وعدد من مدرسي المدارس في شرق القدس، واقتادته إلى معتقل المسكوبية. صدر عن اللجان الشعبية الفلسطينية في القدس في بيانٍ لها أنّ اعتقالَ المحاميّ علي أبو هلال هو من ضِمنَ برامج الاحتلال الهادفة لتهويد القدس، كما ندّدت اللجان الشعبية باعتقال أبو هلال باعتباره أحد الرموز الوطنية في محافظة القدس وأحد القادة الفلسطينيّين السياسيّين. واعتبر منسّق اللجان الشعبية في القدس زياد أبو رموز اعتقاله تطاول على القادة السياسيّين للشعب الفلسطينيّ، وأنّ اعتقاله يأتي ضمن برامج التّنكيل بالمقدسيّين والهادف لتفريغ القدس من محتواها السكاني والمؤسساتي العربي.

## مؤلفاته وكتاباته
أطلقَ المحامي علي أبو هلال كتاب "المرأة الفلسطينية واقع وتحديات" وذلك في متحف محمود درويش الواقع في مدينة رام الله، وقدّم الكتاب والكاتب الباحث والإعلامي حسن عبد الله.
ويتناول الكتاب دور المرأة الفلسطينية في النّضال الوطنيّ وانعكاس هذا الدور على مشاركتِها السياسية في المواقع القيادية، كما أنه يوثّق جزءًا من انتهاكات الاحتلال ضد النّساء الفلسطينيّات في مختلفِ المناطق الفلسطينية خلال مراحلَ متعددةٍ. صدر الكتاب عن مكتبة كل شيء، في حيفا. من كتاباته الأخرى مقالة بعنوان: "اليونسكو تجدد دعمها للحقوق الفلسطينية".
قال المحامي علي أبو هلال حول قضية الشيخ جرّاح في كتابته بعنوان "أهالي الشيخ جراح هم المالكون الأصليون لأرضهم ومنازلهم": "أنه في محاولة للالتفاف على حقوق أهالي حي الشيخ جراح بالقدس المحتلة، البقاء في أراضيهم ومنازلهم الذين يمتلكونها بشكل قانوني وشرعي، وما وجده الأهالي من دعم ومساندة فلسطينية دولية لهذه الحقوق، اقترحت المحكمة الإسرائيلية العليا تسوية تعتبر أهالي الحي "مستأجرين محميين" عند الجمعية الاستيطانية "نحلات شمعون" باعتبار أن هذه التسوية تقدم "حلً وسطًا بشأن إخلاء العائلات الفلسطينية من حي الشيخ جراح".
وأضاف أبو هلال: "ووفقًا لهذا الاقتراح المقدَّم إلى الطرفين (العائلات الفلسطينية وجمعية استيطانية)، سيتم الاعتراف بالعائلات الفلسطينية كـ"مستأجرين محميّين" مدة 15 عامًا، أو حتى يتم التوصل إلى ترتيب آخر. وخلال هذه الفترة ستدفع العائلات الفلسطينية التي تقيم في منازلها المهدّدة بالمصادرة الإيجار لجمعية "نحلات شمعون" التي تدّعي ملكيّتها للأرض التي أُقيمت عليها المنازل". وتابع:" أن دعم صمود أهالي حي الشيخ جراح المهدّدين الآن بالترحيل والتهجير من منازلهم، خاصة بعد رفضهم للتسوية التي طرحتها المحكمة العليا الإسرائيلية، هي مسؤولية وطنية وعربية ودولية، ولا يجوز تركهم بدون دعم وإسناد، بعد التضحيات الكبيرة التي قدموها للدفاع عن حقوقهم ومنازلهم وأراضيهم، ويجب توفير كل أشكال الدعم والتضامن معهم، حتى تحقيق مطالبهم وحقوقهم العادلة والمشروعة في البقاء في أرضهم ومنازلهم باعتبارهم هم المالكون وأصحابها الحقيقيون، وليس المستوطنين الغاصبين لها بدعم من قوات وحكومة الاحتلال، وذلك بما يخالف القانون الدولي وقرارات الشرعية الدولية".